# Jeanne-Madeleine de Flachslanden
 (février 2024).
Si vous disposez d'ouvrages ou d'articles de référence ou si vous connaissez des sites web de qualité traitant du thème abordé ici, merci de compléter l'article en donnant les références utiles à sa vérifiabilité et en les liant à la section « Notes et références ».
Jeanne-Madeleine de Flachslanden, ou en français Madeleine de Flaxlanden, né à Durmenach en 1719 et morte en 1781, est princesse-abbesse d'Andlau de 1774 à sa mort.

## Biographie
Baptisée sous les prénoms de Marie Jeanne Madeleine le 22 mars 1719 à Durmenach comme fille de Jean Henri Antoine Christophe de Flachslanden et de Marie Anne Zu Rhein, elle a souvent été confondue par les historiens avec sa tante portant les mêmes prénoms mais avec en plus celui Anne comme deuxième prénom. Cette dernière figure en 1739 comme chanoinesse du chapitre de Masevaux. Elle s’éteint en 1756. Les deux moniales sont issues de la branche Flachslanden-Durmenach.
Très tôt, Marie Jeanne Madeleine obtient une prébende de chanoinesse à l’abbaye princière d’Andlau. Comme nous l’indique l’attestation du directoire de la Noblesse, ses parents veillent à lui obtenir dès l’âge de 13 ans la preuve de son ascendance noble dans les branches paternelle et maternelle pour lui permettre de solliciter son entrée dans un couvent de Dames nobles. L’arbre généalogique de Marie Jeanne Madeleine de Flachslanden a été délivrée le 29 avril 1732 et est attesté comme l’usage l’exigeait par quatre gentilshommes : Louis Charles de Montjoie, Philippe Jacques de Ferrette, Pierre Casimir de Reinach et Louis Reich de Reichenstein-Biederthal. Il énumère les seize ancêtres nobles qui permettent de postuler à une prébende d’un chapitre noble de Dames. On trouve ainsi les Flachslanden, les Reischach, les Reich de Reichenstein, les Reinach, les Wangen, les Stadion, les Sickingen, les Ruest, de Roggenbach, les Munch de Rosenberg, les Dormentz. Le document est attesté par le directoire de la noblesse. Lors de son établissement, la postulante est âgée de 13 ans.
Marie Jeanne Madelelne est la quatrième fille du couple qui a eu six filles. Sa sœur cadette, Marie Catherine Richarde, née également à Durmenach, est baptisée le 6 novembre 1720 dans l'église Saint-Georges de cette localité. Elle est la dernière abbesse du couvent de Dames nobles d'Ottmarsheim où elle est inhumée dans la chapelle Saint-Quirin le 31 décembre 1789
En 1774, elle est élue princesse-abbesse et elle occupe cette fonction jusqu’à son décès survenu en 1781. Certains actes de la succession allodiale seront établis par le secrétariat de cette abbaye, sous le contrôle de la chanoinesse. L'abbesse autorise l’abbé Grandidier Philippe André, à qui nous devons une histoire de l’Église et des princes-évêques de Strasbourg, à transcrire les privilèges carolingiens accordés à l’abbaye par le liber salicus, selon un cartulaire datant de 1348. L’abbesse, en sa qualité de princesse d’Empire, a le droit de siéger aux diètes du Saint Empire romain germanique, droit que ces dames conservent même après le rattachement de l’Alsace au royaume de France.